# Poletne mladinske olimpijske igre
Polétne mladinske olímpijske ígre so mednarodni športni dogodek, ki ga organizira Mednarodni olimpijski komite (MOK) vsaka štiri leta.

## Seznam poletnih mladinskih olimpijskih iger moderne dobe
| Izvedba | Leto | Gostitelj    | Država gostiteljica | Otvoritelj     | Začetek     | Zaključek   | Št. držav           | Nastopajoči         | Št. šport | Št. dogodkov | Največ medalj       | Sklic |
| ------- | ---- | ------------ | ------------------- | -------------- | ----------- | ----------- | ------------------- | ------------------- | --------- | ------------ | ------------------- | ----- |
| I       | 2010 | Singapur     | Singapur            | S. R. Nathan   | 14. avgust  | 26. avgust  | 204                 | 3,524               | 26        | 201          | Kitajska            | [ 1 ] |
| II      | 2014 | Nanking      | Kitajska            | Ši Džinping    | 16. avgust  | 28. avgust  | 203                 | 3,579               | 28        | 222          | Kitajska            | [ 2 ] |
| III     | 2018 | Buenos Aires | Argentina           | Mauricio Macri | 6. oktober  | 18. oktober | 206                 | 3,997               | 32        | 239          | Rusija              | [ 3 ] |
| IV      | 2026 | Dakar        | Senegal             |                | 22. oktober | 9. november | Prihajajoči dogodek | Prihajajoči dogodek | 35        | 244          | Prihajajoči dogodek | [ 4 ] |
| V       | 2030 | ni znano     | ni znano            |                |             |             | Prihajajoči dogodek | Prihajajoči dogodek |           |              | Prihajajoči dogodek |       |